# Kim Kyok-sik
Kim Kyok-sik (kor. 김격식; ur. 5 października 1938, zm. 10 maja 2015) – północnokoreański generał, szef sztabu i minister obrony.
Od kwietnia 2007 do lutego 2009 roku piastował funkcję szefa sztabu północnokoreańskich sił zbrojnych. Wiązany był między innymi z zatopieniem południowokoreańskiej korwety „Cheonan” (tzw. incydent koło Wyspy Baengnyeong) oraz ostrzelaniem wyspy Yeonpyeong. Od listopada 2012 do maja 2013 pełnił funkcję ministra obrony Korei Północnej.